# Tora Bora

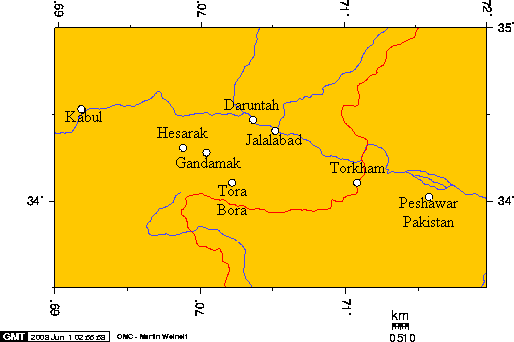
La posizione di Tora Bora rispetto a Jalalabad e ad altre città delle province di Nangarhar, Kabul e Peshawar

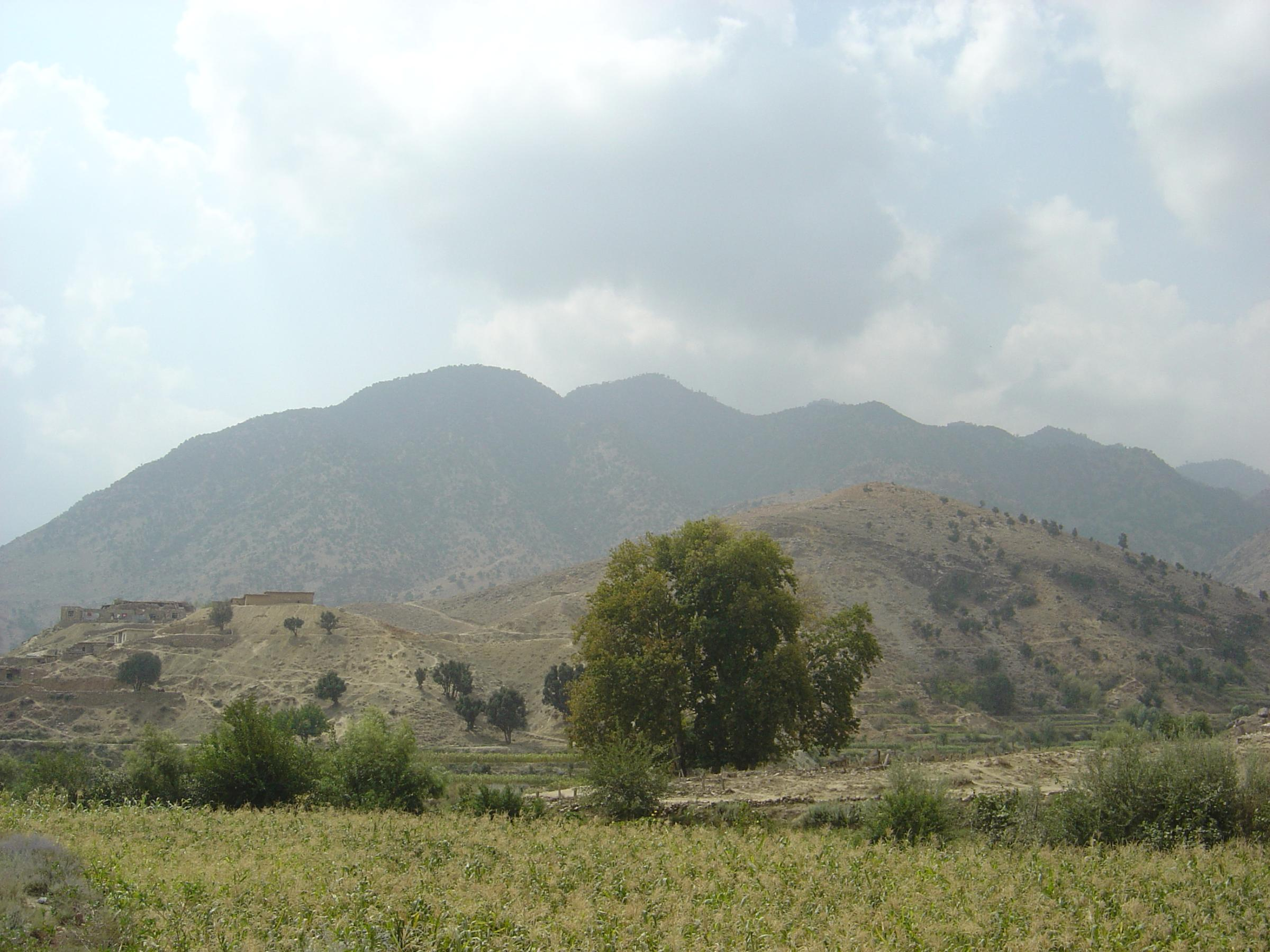
Tora Bora

Tora Bora (Pashtu: توره بوره, Tōrah Bōrah, “polvere nera”), nota localmente come Spīn Ghar, è un complesso di caverne situato nelle Montagne Bianche (Safed Koh) dell'Afghanistan orientale, nella provincia del Distretto di Pachir Wa Agam della provincia di Nangarhar, approssimativamente a 50 km a ovest del Passo Khyber e a 10 km a nord della frontiera con la ATAF Aree tribali di amministrazione federale in Pakistan.

## Storia
Durante la Guerra in Afghanistan del 2001, fu uno dei capisaldi dei Talebani (in persiano ﻃﺎﻟﺒﺎﻥ‎, Ṭālebān) e dei loro alleati arabi di al-Qāʿida. Come sospetto nascondiglio del leader di al-Qāʿida, Osama bin Laden, fu bombardata pesantemente dalle forze aeree statunitensi nel dicembre del 2001 nella cosiddetta battaglia di Tora Bora.